# アモムム属
アモムム属（アモムムぞく、学名: Amomum）は、中国、インド亜大陸、東南アジア、ニューギニア、クイーンズランド州に自生する植物の属である。カルダモンの数種、特にブラックカルダモンが含まれる。この属の植物は辛味と香りのため注目に値する。
古代の著述家の間では、amomumという名称は今日明白に識別することができない様々な香りの良い植物に帰せられた。この単語はラテン語のamomumに由来し、これはインドの香辛料植物の一種を示すギリシア語ἄμωμον (amomon) のラテン語化である。エドムンド・ロバーツは1833年の中国への旅において、amomumは食文化において「甘い料理を風味付けする」ために使われる、と記した。